# Diagonal (periódico)
Diagonal fue un periódico quincenal de información de actualidad, debate e investigación editado en Madrid entre 2005 y 2016, de tendencia anticapitalista. Se definía como una herramienta de comunicación al servicio de los movimientos sociales de izquierda y como «un medio de comunicación crítico e independiente, sin directores ni jefes, sustentado sobre la base de miles de suscriptores».

## Historia
Diagonal comenzó a gestarse a mediados de 2003, cuando el colectivo que editaba el mensual Molotov puso fin al tabloide para iniciar un medio mucho más potente y abierto. A la iniciativa se sumaron una serie de periodistas y activistas de la comunicación que constituyeron el actual grupo promotor. Tras la salida de dos números promocionales, vio la luz el 3 de marzo de 2005, fecha desde la que comenzó a editarse con regularidad.
A finales de 2016 comenzó un proceso de refundación junto a varias decenas de medios independientes. En 2017 se presentó El Salto fruto de la integración de todos estos medios.

## Edición y financiación
Estaba editado por la Asociación Punto y Coma Comunicación y Prensa, creada expresamente para la publicación del periódico, bajo licencia Creative Commons en su versión Compartir Igual (CC-BY-SA). Se financiaba a través de suscripciones, venta directa, publicidad ética, donaciones y comercialización de artículos con la imagen del periódico. Los colaboradores que creaban el grueso del contenido lo hacían de forma no remunerada.

## Ediciones locales
Diagonal también contaba con presencia regional, publicando ediciones locales en Andalucía, Aragón, Asturias, Cantabria, Galicia y Madrid.
En la edición para la provincia de Madrid participaba la Unión de Radios Libres y Comunitarias de Madrid.